# Alyssum flahaultianum
Alyssum flahaultianum är en korsblommig växtart som beskrevs av Marie Louis Emberger och Werner Rodolfo Greuter. Alyssum flahaultianum ingår i släktet stenörter, och familjen korsblommiga växter. Inga underarter finns listade i Catalogue of Life.